# John Doggett
Pour les articles homonymes, voir Doggett.
John Doggett, interprété par Robert Patrick, est un personnage de fiction de la série télévisée X-Files.

## Biographie fictive
De 1977 à 1983, John Jay Doggett officie au sein du corps des Marines, notamment dans une unité Amphibie. Il atteint le grade de sergent. Il y rencontre Knowle Rohrer et se lie d'amitié avec lui. De 1982 à 1983, il participe au projet de maintien de la paix au Liban. Après avoir été blessé, il quitte l'armée. Il décroche ensuite une maîtrise en administration publique à l'université de Syracuse. Il intègre ensuite le New York City Police Department en 1987. Il y reste jusqu'en 1995. Il est très marqué par l'enlèvement et le meurtre de son fils Luke. Il fait équipe avec l'agent du FBI de New York Monica Reyes pour résoudre l'enquête. La mort de Luke met en péril son mariage avec sa femme Barbara.
En 1995, il intègre le FBI et devient agent spécial dans la Criminal Investigations Division. En 2000, le directeur-adjoint Alvin Kersh le charge de diriger l'enquête sur la disparition de Fox Mulder. Finalement, il n'obtient aucun résultat et intègre les affaires non classées. Il travaille ainsi avec Dana Scully. Elle se méfie de lui, persuadée qu'il sert par procuration les intérêts occultes du complot. John Doggett développe alors une forte inimitié envers Alvin Kersh.
Contrairement à Mulder, il ne croit pas au paranormal et respecte scrupuleusement les règles du FBI. Son intégrité le rend digne de confiance. Une raison pour laquelle il ne croit pas au paranormal est la mort de son fils Luke, qui s'est accompagnée de phénomènes paranormaux liés au satanisme[pas clair].
Son intégrité se heurte aux personnages servant la conspiration. Il combat sans relâche les membres corrompus du FBI, devenant un pestiféré, tout comme Mulder.
Il fait équipe avec Monica Reyes, lorsque Dana Scully part en congé maternité. Il officie jusqu'à la fermeture de la division des affaires classées par Alvin Kersh.